# Abraham Bedros I. Ardzivian
Abraham Bedros I. Ardzivian (také Abraham Petrus I. Ardzivian, arménsky Աբրահամ Պետրոս Ա. ֱրծիւեան; 1679 Aintab (dnešní Gaziantep) - 1. října 1749 Kreim v dnešním Libanonu) byl první patriarcha arménské katolické církve. Arménská katolická církev ho považuje za svého zakladatele, ačkoliv v jeho době ještě nevznikl samostatný arménský katolický patriarchát.

## Život
Abraham Ardzivian, student katolicky smýšlejícího Arména Melkona Tazbaziana, byl vysvěcen na kněze v roce 1706 a na biskupa pro arcidiecézi Aleppo v roce 1710 v Sisu arménským apoštolským katolikem Petrem II. z Kilikie. Jako biskup otevřeně obhajoval unii mezi arménskou církví a papežem v Římě, a proto byl pronásledován a několik let vězněn. Nakonec v roce 1722 odešel na 17 let do Kreimu v Libanonu. V letech 1735 až 1736 získali jeho přívrženci klášter Mar Georges Avkar v Libanonu a řídili se tam řeholí maronitských antonitů. V roce 1738 dostali arménští katolíci v Aleppu svůj vlastní kostel a získali povolení, aby se Ardzivian mohl vrátit na svůj biskupský stolec. V roce 1740 Ardzivian vysvětil v Aleppu tři své stoupence včetně Hagopa Bedrose II. Hovsepiana na biskupy a byl zvolen (vzdoro-) katolikem kilikijským.
Do úřadu nastoupil došlo 26. listopadu 1740 v Aleppu. V letech 1741/43 pobýval v Evropě. 8. prosince 1742 obdržel v Římě z rukou papeže Benedikta XIV. pallium jako symbol své hodnosti, a od té doby používal jméno „Abraham Bedros“ (Petr). Na zpáteční cestě do Orientu navštívil na jaře roku 1743 v mechitaristickém klášteře v San Lazzaro u Benátek Mechitara ze Sebasteie. Ten byl však ohledně zřízení zvláštní arménskokatolické hierarchie rezervovaný.
Po delším pobytu v egyptské Alexandrii se patriarcha Abraham Bedros I Ardzivian, nikdy neuznaný osmanským státem, usadil v Kreimu. Jeho nástupci přenesli sídlo arménského katolického patriarchy do Bzommaru. Oblast jejich jurisdikce zůstala regionálně omezená a nezahrnovala mimo jiné katolické Armény v Konstantinopoli a okolí.